# Poll (Adelsgeschlecht)
Poll (Polle) ist der Name eines der ältesten baltischen uradeligen Geschlechter. Die erste urkundliche Belegung geht auf das Jahr 1325 zurück, 1721 wurde es in die Adelsmatrikel der Öselschen Ritterschaft aufgenommen. Aus dem Geschlecht gingen einige höhere schwedische und russische Offiziere sowie Ritterschaftshauptmänner hervor.

## Geschichte
Der Namensursprung „Poll“ geht vermutlich auf einen westfälischen Ort namens Poll oder Polle zurück. Mit Tilo und Andreas de Polle (von Polle) werden 1325 die wierländischen Vasallen des Königs von Dänemark Christoph II. (1276–1332) beurkundet. Als Stammvater der öselschen Linie wird Hans Polle angeführt, der 1498 das Gut Cöln erwarb. Dessen Söhne Bartholomäus (* um 1522) und Johann von Polle setzten die Nachkommenschaft fort. Während sich der Familienstamm des Bartholomäus später in die I. Linie (Haus Randefer) und II. Linie (Haus Cöln) aufteilte, sowie einen schwedischen Seitenzweig gründete, der 1672 das Naturalisierungsdiplom erhielt, entstand aus dem Johannschen Stamm die Linie III. (Haus Wexholm), die im Kurland ansässig wurden. Die Kurländer kehrten später auf die Insel Ösel (später estnisch Saaremaa) zurück und gingen wiederum in den Linien I und II auf. Schließlich wurde das Geschlecht in die Adelsmatrikel der Ritterschaft von Ösel, 1839/1914 in diejenige von Livland und Estland aufgenommen. Zu ihrem Grundbesitz auf Ösel zählten: Medel, Wexholm, Clausholm, Wesselsdorf, Arromois, Cöln, Euküll, Feckerorth, Lulupäh, Pichtendahl, Rachk, Rannaküll und Turja.

## Wappen
- Das Siegel von 1325 zeigt als Stammwappen einen Schräglinksstrom.
- Das heutige Wappen zeigt in Rot einen silbernen Querstrom. Auf dem Helm mit rot-silbernen Helmdecken ein wie der Schild bezeichneter offener Flug.

## Stammlinie
- Hans von Poll, Herr auf Cöln, Stammvater der Adelsfamilie von Poll auf Ösel ⚭ Gertke Titfer
  - Bartholomäus von Poll,  Herr auf Cöln ⚭ 1. Ehe N.N. Junge, 2. Ehe Ursula von Schulmann
    - Hermann von Poll (* um 1563), Herr auf Cöln ⚭ N.N. von Berg aus dem Hause Carmel
      - Frommhold von Poll, Gründervater der Linie I Haus Randefer
      - Odert, Gründervater der Linie II Haus Cöln

  - Johann von Poll ⚭ Dorothea Overlacker
    - Jürgen von Poll, Herr auf Ilsensee (Kurland) ⚭ Sophia Zöge a.d.H. Ratzdangen (Kurland)
      - Wappen von Christian von Poll (1618–1693). Bischofsburg Arensberg.Kersten von Poll, Gründervater Linie III Haus Wexholm

### Linie I: Haus Randefer
Frommhold Poll († um 1660) ⚭ Gerdruta von Vietinghoff († 1680)
- Otto Johann von Poll (* 1635, † 1710 in Arensburg), Oberstleutnant, Kommandant von Arensburg ⚭ 1. Ehe Anna Elisabeth Natt och Dag († 1678) 2. Ehe Katharina Luise von Stackelberg (1661, begraben 1734 in Carmel)
  - (2. Ehe) Ingeborg Juliane (* 1685) ⚭ Christian Friedrich von Poll (Linie III Haus Wexholm)
  - (2. Ehe) Otto Johann von Poll (1700–1782) Adjunkt am Ordnungsgericht, Pächter von Randefer ⚭ Ingeborg Luise von Nolcken (1695–1783)
    - Karl Gustav von Poll (1736–1789), Pächter von Randefer, kursächsischer Kapitän, Assessor ⚭ Anna Louise von Stackelberg (1753–1815), sie heiratet 1792 in 2. Ehe Reinhold Gustav von Poll (Linie III Haus Wexholm)

Die Linie I Haus Randelfer ist 1789 im männlichen Stamm erloschen.

### Linie II: Haus Cölln
Odert Hermannsson von Poll (* um 1645) Herr auf Cölln ⚭ Anna Hargen
- Odert von Poll der Ältere († 1677) Herr auf Cölln, Major, Landrat, Ritterschaftshauptmann ⚭ 1. Ehe Ellen Budde († 1671), 2. Ehe Anna von Stegeling
  - Odert von Poll (d. J.) († 1705), Landrat
  - Reinhold von Poll (* 1654, begraben 1686 in Reval), Herr auf Cölljall ⚭ Gertruda von Straelborn (1660–1687)
    - Reinhold Eberhard von Poll
- Frommhold von Poll († 1680) Herr auf Rachk und Cölln, Leutnant, Assessor ⚭ Jdee von Treyden
  - Berend Diedrich von Poll († 1749) Herr auf Cölln, Magnushof und Rachk, schwedischer Major ⚭ 1. Ehe Maria von Treyden († 1672) 2. Ehe Christina Beata Stärk († 1694)

### Linie III: Haus Wexholm
Kersten von Poll, Herr auf Ilsensee (Kurland) und Spillenhof (Livland) 1601 ⚭ Hedwig von der Raab
- Christian von Poll (1618–1693) in Wexholm, Mannrichter und Ritterschaftshauptmann ⚭ 1. Ehe Anna Tois, 2. Ehe Adelheid Katharina Budde
  - (1. Ehe) Otto Christian von Poll, Herr auf Wexholm, schwedischer Leutnant, Ordnungsrichter ⚭ Gertruda von Toll
    - Christian Friedrich von Poll (1672–1748), Herr auf Wexholm und Medel, schwedischer Kapitän, Ritterschaftshauptmann ⚭ 2. Ehe Anna Christina von Toll († 1754)
      - Karl Adolf von Poll (1718–1796) Land- und Kreisrichter, Mitglied des Revisionskollegiums ⚭ Hedwig Beata von Osten-Sacken (1731–1801)
      - Ebbe Ludwig von Poll (1719–1776) Herr auf Medel, Kürassieroberst, Konsistorialdirektor, Oberkirchenvorstehen ⚭ Christine Juliane von Berg (1730–1809)
        - Gotthard Friedrich von Poll (1757–1814) Herr auf Medel, Wesselshof und Euküll, Oberstleutnant, Kreiskommissär, Assessor und Hofrat ⚭ 1. Ehe Charlotte Juliane von Güldenstubbe (1766–1800)
          - Balthasar Christian von Poll (* 1785 † 1835 in Hamburg) ⚭ Dorothea Wesemann (* 1787 in Nienburg; † 1864 in Arensburg)
            - Balthasar Adolf Gotthilf von Poll (1815–1891) Kirchspielrichter, Landrat ⚭ 1. Ehe Lydia von Vietinghoff (1820–1866) 2. Ehe Theone Emilie von Güldenstubbe (1842–1873)
              - Balthasar Alexander Ludwig Odert von Poll (1869–1935) Herr auf Medel, Wexholm und Clausholm, Deputierter, stellvertretender Präsident des Gemeindeverband ⚭ Bertha von Stackelberg (1872–1951)
                - Friedrich von Poll (1902–1983), Politiker
                - Hans Balthasar Gustav Odert  von Poll (1898–1974) Förster in Ostpreußen ⚭ Erny Bartels (1908–1971)
                  - Odert Hans Friedrich Balthasar von Poll (1933–2007), Kaufmann in Frankfurt ⚭ Renata von Lecoque
                    - Beata von Poll (* 1967)
                    - Christian von Poll (* 1970)

                  - Frede-Marie Bertha Alice von Poll (* 1935) ⚭ Carl Friedrich Rothauge
                  - Gisela Elisabeth Elenore Olga von Poll (1937–2019)
                    - Irina Georgina Zinaide Evangeline von Poll (1958–2021)
                      - Kirill Paullus Waldemar von Poll (* 1984)

        - Karl Ludwig (I.) von Poll (1770–1823) ⚭ Augusta von Güldenstubbe (* 1774)Generalmajor Johann Ludwig von Polle (George Dawe). Der Winterpalast, Sankt Petersburg
          - Karl Ludwig (II.) von Poll (1794–1849) Beamter im Innenministerium,  1839 für ihn und seine Nachkommen Aufnahme in die estländische Adelsmatrikel ⚭ Juliane von Güldenstubbe (1802–1841)
            - Karl Ludwig (III.) von Poll (* 1825 in St. Petersburg; † 1900 in Arensburg), Landrat Konsistorialpräsident, Oberkirchenvorsteher ⚭ Amalie von Vietinghoff

          - Alexander von Poll (1806–1895) Kreisrichter, Titularrat ⚭ Louise Amalie von Güldenstubbe (1804–1875)

      - Lorenz Wilhelm von Poll (1730–1783) Herr auf Wexholm ⚭ Magdalena von Nolcken (1737–1827)
        - Reinhold Gustav von Poll (1761–1826) Herr auf Wexholm, Major, Kreiskommissär, Hofrat ⚭ 1. Ehe Anna Louise von Stackelberg (1753–1815) 2. Ehe Friedericke von Nolcken (1788–1871)
        - Johann Ludwig von Poll (1768–1840) Generalmajor, Ritter des Sankt Georgordens (3. Klasse) ⚭ Solomeja Doschitzki
          - Gustav Anton Jakob von Poll (1805–1867) ⚭ Pulcheria Rolla

        - Christian Adam Eduard von Poll (1770–1821 in Sankt Petersburg) russischer Major, Ritter des Sankt Georgordens (4. Klasse) ⚭ 1. Ehe Anna Katharina von Fürstenberg  2. Ehe Elisabeth von Smitten
        - Hermann Georg von Poll (1772–1834) Generalmajor, Ritter des Sankt Georgordens 4. Klasse

    - Johann von Poll († 1710) Regimentsquartiermeister

  - (2. Ehe) Johann Friedrich von Poll († 1702 in russischer Gefangenschaft), schwedischer Kornett ⚭ Katharina Wettberg